# جواو كروز كوستا
جواو كروز كوستا (بالبرتغالية: João Cruz Costa‏) هو فيلسوف برازيلي، ولد في 1904 في ساو باولو في البرازيل، وتوفي بنفس المكان في 1978.